# Manulea palliatella
Manulea palliatella — вид метеликів з родини еребід (Erebidae).

## Поширення
Вид поширений в Південній, Центральній і Східній Європі, Малій Азії, Ірані, Афганістані, Середній Азії, Казахстані.

## Опис
Розмах крил — 32-36 мм.

## Спосіб життя
Метелики літають у серпні. Личинки харчуються листям Trinia glauca і Aster linosyris.

## Підвиди
- Manulea palliatella palliatella (southern and central Europe, the Crimea, Caucasus, Transcaucasia, Kazakhstan, Central Asia)
- Manulea palliatella hyrcana (Daniel, 1939) (північ Ірану)
- Manulea palliatella sericeoalba (Rothschild, 1912) (Копетдаг)